# Nicolaus Nieremberger

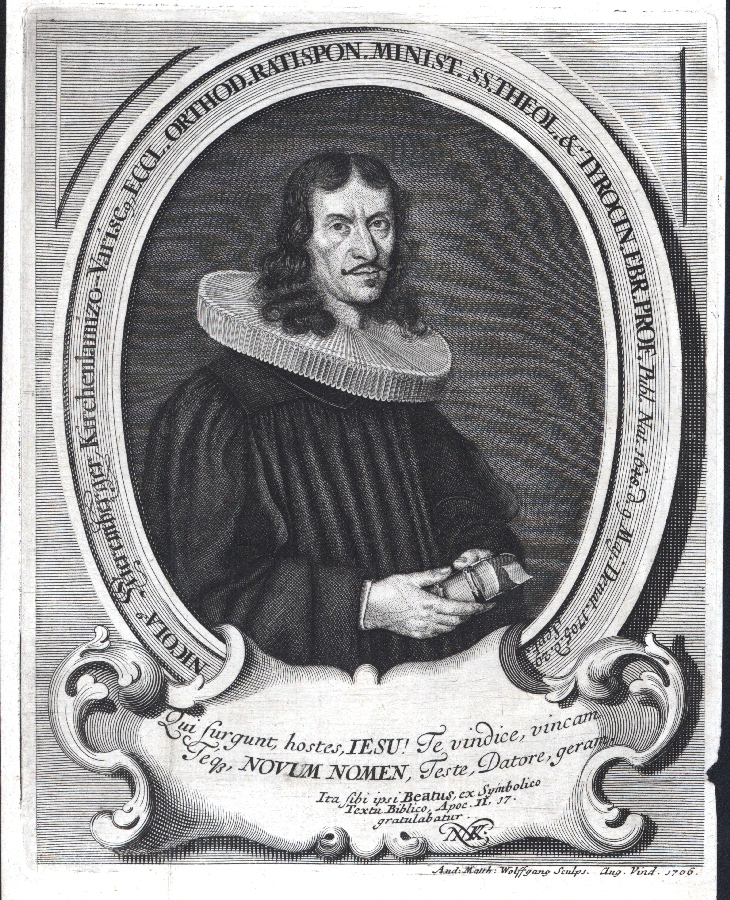
Nicolaus Nieremberger

Nicolaus Nieremberger (* 9. Mai 1648 in Kirchenlamitz; † 29. September 1705 in Regensburg) war ein deutscher lutherischer Theologe und Orientalist.

## Leben
Nicolaus Nieremberger entstammte dem Fürstentum Bayreuth. Auf einem Regensburger Gymnasium vorgebildet, erlernte er die älteren und die orientalischen Sprachen. Anschließend bezog er die Universität Wittenberg, um sich neben der Theologie auch den älteren und orientalischen Sprachen zu widmen. Daneben übte er das Disputieren. 1671 verteidigte er bei Georg Kaspar Kirchmaier seine Abhandlung namens de inauspicato liberorum Hamelensis egressu. Bei Theodor Dassov verteidigte er 1674 seine Dissertation de ritibus mesusae, drei Jahre später unter Johann Andreas Quenstedt de deprecatione calicis Christi. Er wurde zum Magister ernannt und beendete sein Studium.
1678 ging Nieremberger als Lehrer an das Regensburger Gymnasium. Dort wurde er drei Jahre später zum Theologieprofessor befördert. Seit 1684 war er außerdem Prediger, was er bis zu seinem Tod blieb. Er starb am 29. September 1705 in Regensburg im Alter von 57 Jahren.

## Bedeutung
Nicolaus Nieremberger war ein anerkannter Orientalist mit guten sprachlichen und theologischen Kenntnissen. Unter seinen Dissertationen und Abhandlungen wurden de notis numerorum ebraicis sowie de auctoritate Scripturae S. classica hervorgehoben. Er schrieb ferner eine Einleitung zu Leonhard Hutters Dogmatiklehrbuch.

## Werke
- Diss. de inauspicato liberorum Hamelensium egressu (Wittenberg 1671, zweite Auflage Wittenberg 1678)
- Diss. de ritibus mesusae (Wittenberg 1674, zweite Auflage Wittenberg 1714)
- Diss. de deprecatione calicis Christi (Wittenberg 1677)
- Diss. de angelica de corpore Christi disceptatione ex Epistolae Judae 5, 9 (Regensburg 1682)
- Diss. de alphabeto ebraico ejus, qui A et O est (Regensburg 1691)
- Diss. in Compendii Hutteri locum primum, qui est de Scripturae Sacrae editum (Regensburg 1692)
- Diss. de Scripturae sacrae subjecto (Regensburg 1694)
- Diss. de notis numerorum ebraicis (Regensburg 1694)
- Introductio in Compendium Hutteri acroamatica (Regensburg 1694)
- Leichenpredigt, auf B. Sack, ecclesiastes tentatus et recreatus, über Ps. 27, 10 (Regensburg 1695)
- Diss. de theologia per definitionem nominalem et realem evolutam, ante isporummet dogmatum specialem considerationem generatim praecognascenda (Regensburg 1697)
- Diss. Analogia linguae sanctae pro generali ejus constitutione adumbrata (Regensburg 1698)
- Diss. de auctoritate Scripturae S. classica (Regensburg 1699)
- Leichenpredigt auf D. Ambros. Heugl: poragraphia israelitica, über Deuter. 2, 7 (Regensburg 1699)
- Epigrammata quaedam lugubria in obitum J. W. Clarner, Pastoris Kirchenlamiz (1700)
- Diss. e loco de cruce et consolationibus consolationes philosophicae tanquam ingentibus aerumuis impares (Regensburg 1700)
- Diss. de magno illo Dei nomine […] quatenus ut tetragrammaton celebratur (Regensburg 1701)
- Diss. pentagrammata […], Jesus, cujus ope ineffabile tetragrammaton […] J. H. V. H. tandem effabile factum sit (Regensburg 1702)
- Diss. prior de triplici genere apocryphorunm (Regensburg 1704)
- Diss. posterior de triplici etc. (Regensburg 1704)